# Ali Arsalan
Ali Arsalan (en persa: علی ارسلان‎, en serbio: Али Арсалан; 8 de mayo de 1995) es un deportista iraní que compite por Serbia en lucha grecorromana.
Ganó tres medallas en el Campeonato Mundial de Lucha entre los años 2022 y 2024, y una medalla de bronce en el Campeonato Europeo de Lucha de 2022.

## Palmarés internacional
| Representando a Serbia |                    |                   |           |
| Campeonato Mundial     |                    |                   |           |
| Año                    | Lugar              | Medalla           | Categoría |
| 2022                   | Belgrado (Serbia)  | Medalla de oro    | 72 kg     |
| 2023                   | Belgrado (Serbia)  | Medalla de bronce | 72 kg     |
| 2024                   | Tirana (Albania)   | Medalla de bronce | 72 kg     |
| Campeonato Europeo     |                    |                   |           |
| Año                    | Lugar              | Medalla           | Categoría |
| 2022                   | Budapest (Hungría) | Medalla de bronce | 72 kg     |